# Pantaleon Hebenstreit
Pantaleon Hebenstreit (Eisleben, 1667 – Dresda, 1750) è stato un musicista e compositore tedesco.

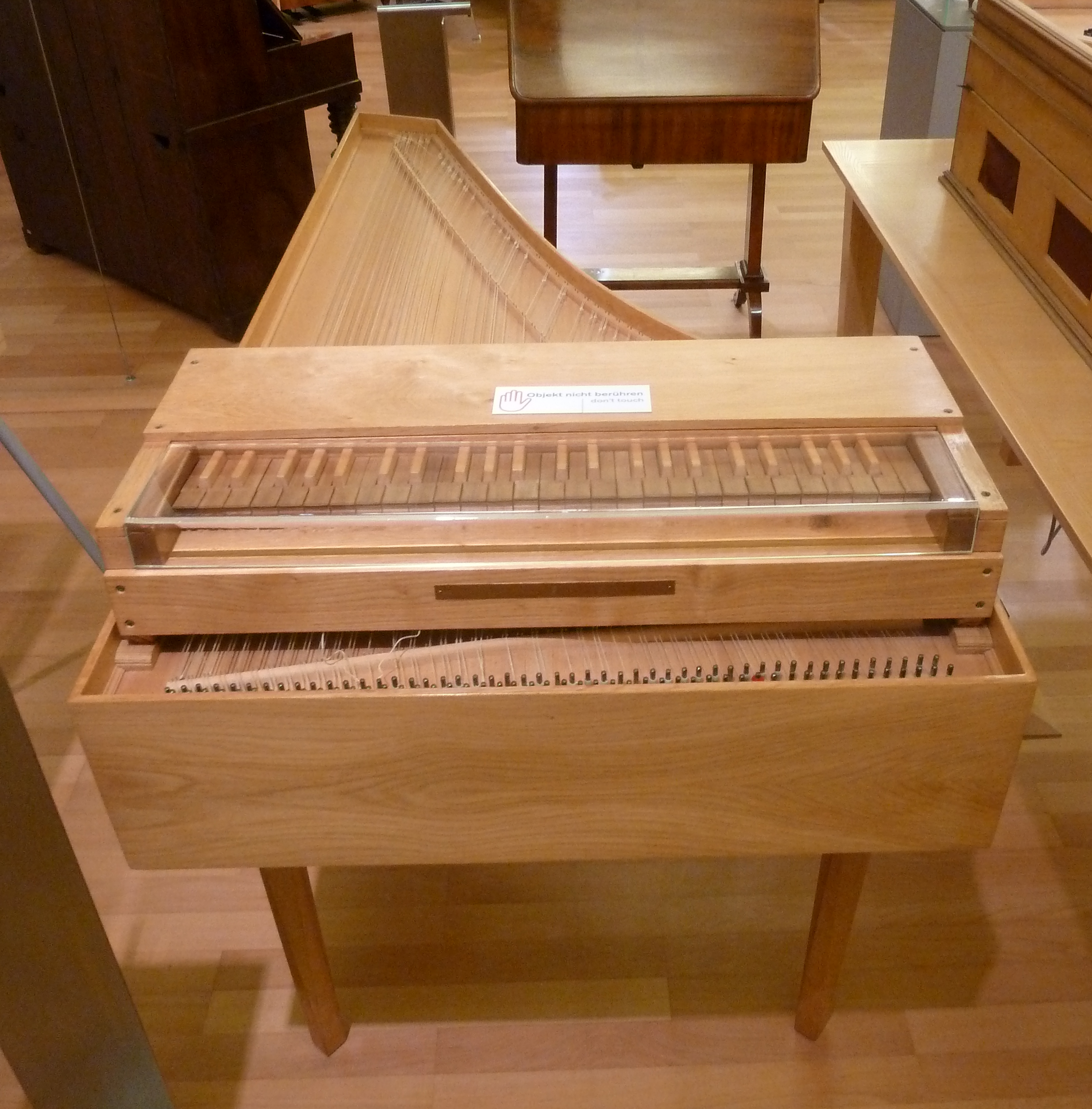
Ricostruzione di un suo strumento

Dopo aver studiato al conservatorio di Lipsia, iniziò a guadagnarsi da vivere dando lezioni private di viola e clavicembalo.
È divenuto celebre proprio perché suonava lo strumento da lui inventato: il pantaleon. Fu inoltre al servizio delle corti di Eisenach e di Dresda.
| Controllo di autorità | VIAF (EN) 11069310 · ISNI (EN) 0000 0000 1801 8701 · CERL cnp01144226 · LCCN (EN) nb2016004247 · GND (DE) 13568529X |